# Kaci także umierają
Kaci także umierają (ang. Hangmen Also Die!) – amerykański film noir z 1943 roku w reżyserii Fritza Langa. Jego fabuła luźno nawiązuje do historii zamachu na Reinharda Heydricha – nazistowskiego dygnitarza i wysokiego rangą członka SS, pełniącego funkcję protektora Czech i Moraw, który z powodu swoich zbrodni nazywany był „Katem Pragi”.
Heydrich zmarł kilka dni po zamachu przeprowadzonym przez czeskich i słowackich agentów zrzuconych na spadochronach z brytyjskiego samolotu, jednak w filmie jako jego zabójcę przedstawiono członka czeskiego ruchu oporu powiązanego z partią komunistyczną. Wynikało to z tego, że obraz zrealizowano kilka miesięcy po zamachu, kiedy to wszystkie jego szczegóły nie były jeszcze znane.
W 1944 roku Hanns Eisler został nominowany do Oscara za muzykę do tego filmu, a Jack Whitney za najlepszy dźwięk.

## Obsada
- Hans Heinrich von Twardowski jako Reinhard Heydrich
- Brian Donlevy jako dr Franticek Svoboda
- Walter Brennan jako prof. Stephen Novotny
- Anna Lee jako Mascha Novotny
- Gene Lockhart jako Emil Czaka
- Dennis O’Keefe jako Jan Horak
- Nana Bryant jako pani Hellie Novotny
- Margaret Wycherly jako Ludmilla Novotny
- Tonio Selwart jako szef gestapo Kurt Haas
- Alexander Granach jako insp. gestapo Alois Gruber
- Reinhold Schünzel jako insp. gestapo Ritter

## Fabuła
W okupowanej przez nazistów Czechosłowacji zostaje zastrzelony brutalny „Kat Pragi”, Reinhard Heydrich. Sprawcą jest czeski patriota i chirurg dr Franticek Svoboda. Ponieważ aresztowany zostaje kierowca samochodu, którym miał odjechać z miejsca zdarzenia, a władze wprowadzają godzinę policyjną, Franticek zmuszony zostaje do szukania bezpiecznego miejsca. Poszukiwanemu przez Niemców Svobodzie przychodzi z pomocą nieznajoma kobieta o imieniu Mascha, która celowo myli pościg. Franticek odnajduje jej dom i tymczasowo się w nim zatrzymuje. Okazuje się, że jest ona córką profesora historii Stephena Novotnego, któremu okupanci zakazali nauczania. Tymczasem w mieście trwa obława na zamachowca. Ponieważ jednak nie przynosi ona rezultatu, naziści postanawiają zmienić sposób działania i zmusić go, by sam się poddał lub został wydany przez miejscową ludność. W tym celu z pomocą bogatego piwowara, Emila Czaka układają listę 400 osób (wśród których jest Novotny) i grożą, że stracą 40 z nich jeśli zamachowiec nie zostanie wydany. W wyniku serii zawiłych zdarzeń ruch oporu kieruje podejrzenia na Czaka, ale jest już za późno, gdyż Niemcy spełniają swoje groźby i zabijają zakładników.

## Produkcja
Film początkowo miał kilka roboczych tytułów: Never Surrender, No Surrender, Unconquered, We Killed Hitler's Hangman, Trust the People i Lest We Forget. Kiedy jednak podczas produkcji okazało się, że istnieje książka o podobnej nazwie co Never Surrender i No Surrender producenci ogłosili konkurs na nowy tytuł dla aktorów i członków ekipy filmowej. Ostatecznie wygrała go jedna z sekretarek, która w nagrodę otrzymała 100 dolarów.
Swój epizodyczny udział w filmie, którego produkcja trwała od końca października do połowy grudnia 1942 roku, rozważali Teresa Wright, John Beal i Ray Middlelton Wright.
Reżyser Fritz Lang rozważał umieszczenie na początku filmu wiersza Edny St. Vincent Millay, The Murder of Lidice, ale ostatecznie zrezygnował z tego pomysłu. Wiersz ten znalazł się w innej produkcji o Heydrichu, Hitler's Madman (1943).
Premiera filmu odbyła się 23 marca 1943 roku w Nowym Jorku. 27 marca jego pokaz odbył się w Prague w stanie Oklahoma, a 15 kwietnia wszedł on na ekrany kin w całych Stanach Zjednoczonych.